# Кабальеро, Габриэль
Габриэль Эстебан Кабальеро Шикер (исп. Gabriel Esteban Caballero Schiker; род. 5 февраля 1971, Росарио, Санта-Фе) — мексиканский футболист и футбольный тренер аргентинского происхождения. Известен по выступлениям за «Пачуку», «Сантос Лагуна», «Депортес Антофагаста» и сборную Мексики. Участник чемпионата мира 2002 года.

## Клубная карьера
В 1989 году Кабальеро начал карьеру в аргентинском «Сентраль Кордова». В том же году дебютировал в аргентинской Примере. В 1994 году перешёл в чилийский «Депортес Антофагаста», где в 1995 году стал лучшим бомбардиром чилийской Примеры.
Летом того же года Габриэль перешёл в мексиканский «Сантос Лагуна». Зимой 1996 года выиграл мексиканскую Примеру и стал её лучшим бомбардиром. В 1998 году Кабальеро подписал контракт с «Пачукой», в составе которой он выступал до 2009 года, с небольшими перерывами на игры за «Атлас» и «Пуэблу». С «Пачукой» Габриэль пять раз стал чемпионом Мексики, а также выиграл Североамериканскую суперлигу, Южноамериканский кубок и трижды Лигу чемпионов КОНКАКАФ. В 2009 году Кабальеро в возрасте 38 лет завершил карьеру футболиста.

## Международная карьера
13 марта 2002 году в товарищеском матче против сборной Албании Кабальеро дебютировал за сборную Мексики. В 2002 году Габриэль был включен в заявку национальной команды на участие в чемпионате мира в Японии и Южной Кореи. На турнире он сыграл в матчах против Эквадора, Италии и Хорватии.

## Достижения
Командные
 «Сантос Лагуна»
- Чемпионат Мексики — 1996

 «Пачука»
- Чемпионат Мексики — 1999
- Чемпионат Мексики — 2001
- Чемпионат Мексики — Апертура 2003
- Чемпионат Мексики — Клаусура 2006
- Чемпионат Мексики — Клаусура 2007
- Обладатель Кубка чемпионов КОНКАКАФ — 2007
- Обладатель Кубка чемпионов КОНКАКАФ — 2008
- Обладатель Южноамериканского кубка — 2006
- Североамериканская суперлига — 2007

 Кафеталерос де Тапачула
- Ассенсо МХ — Клаусура 2018

Индивидуальные
- Лучший бомбардир чемпионата Чили — 1995
- Лучший бомбардир чемпионата Мексики — 1997